# Coumalinezuur
Coumalinezuur is een organische verbinding uit de stofklasse der pyronen, met als brutoformule C6H4O4. In zuivere toestand is het een heldergele kristallijne vaste stof, die na verloop van tijd bruin kan verkleuren. 
Coumalinezuur kent weinig brede toepassingen; het wordt enkel als bouwsteen in organische syntheses gebruikt. Zo is het gebruikt als uitgangsstof bij de allereerste synthese van barreleen, een valentie-isomeer van cyclo-octatetraeen. Er is aangetoond dat coumalinezuur de groei van zijwortels van bepaalde graansoorten inhibeert.

## Synthese
Coumalinezuur kan bereid worden door de decarboxylatieve autocondensatie van appelzuur, onder invloed van rokend zwavelzuur:
Het reactieproduct kan omgekristalliseerd worden uit methanol.